# Nurmijärvi
Nurmijärvi est une municipalité du sud de la Finlande, le village centre se situe à 37 km du centre de la capitale Helsinki. Les communes voisines sont Hyvinkää au nord, Tuusula à l'est, Vantaa au sud-est, Espoo au sud et Vihti à l'ouest.
C'est la municipalité n'ayant pas le statut de ville la plus peuplée du pays.

## Géographie

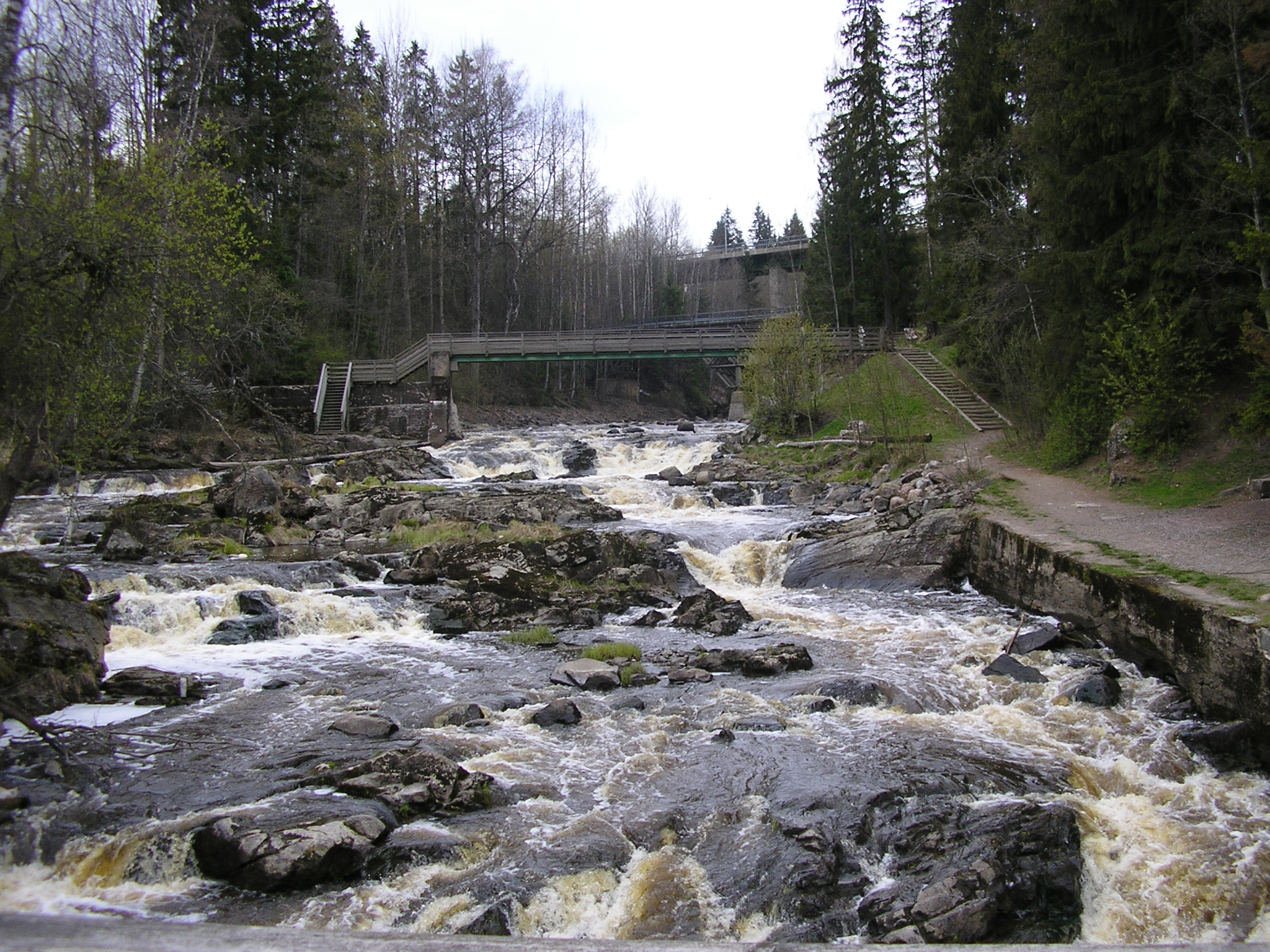
Les rapides Myllykoski du fleuve Vantaanjoki.

Nurmijärvi est situé dans la partie centrale de la région d'Uusimaa.
Le Salpausselkä traverse la partie nord de la commune via Röykkä, Kiljava et Rajamäki (en) sous la forme d'une large crête, et le fleuve Vantaanjoki coule dans la partie orientale de la commune via Nukari et Palojoki.
Le paysage de Nurmijärvi est un paysage typique d'Uusimaa, où des crêtes rocheuses isolées s'élèvent au milieu de vastes terres agricoles. Les dénivelés du terrain sont en moyenne relativement faibles dans la commune, mais augmentent dans la partie sud de la commune, où se trouvent également des falaises rocheuses abruptes.
Le point bas de Nurmijärvi se trouve dans la vallée de Luhtajoki à Klaukkala (30 m d'altitude) et le plus haut sur le Salpausselkä près de Noppo et Heruste (135 m d'altitude).
Nurmijärvi est situé le long du cours moyen du Vantaanjoki et le fleuve a deux grands rapides dans la municipalité, le Nukarinkoski et le Myllykoski. La longueur du premier est de 800 mètres et la hauteur de chute est de 25 mètres, le second sont de 300 mètres et 11,5 mètres. Le premier a abrité une scierie et un moulin, le second un moulin et une centrale électrique.
La Palojoki, venant de Hyvinkää et Tuusula, s'écoule dans le Vantaanjoki près du village de Palojoki. Le Lepsämänjoki et le Luhtajoki coulant dans la partie sud de la commune confluent à proximité du village de Keimola avant de rejoindre le Vantaanjoki.

## Histoire
Fondée par la réunion de plusieurs petits villages ruraux, la commune se développe très lentement. En 1834, Aleksis Kivi, écrivain national de Finlande, naît au village de Palojoki, au bord de la rivière Vantaa, dans un paysage totalement champêtre, bien loin de la minuscule capitale du grand-duché de Finlande qui vient d'amorcer son développement.
La municipalité cultive le souvenir de son illustre enfant, son blason représente 7 jeunes hommes, allusion au roman Les sept frères (Seitsemän veljestä en finnois, le premier roman en langue finnoise).
Le lac Nurmijärvi, qui donne son nom à la commune, est asséché totalement dans les années 1940 et transformé en terres agricoles, avec de bons rendements céréaliers à l'échelle de la Finlande. En 1975, l'agriculture occupe 50 % des actifs. Ce chiffre est aujourd'hui tombé à 3 %.

## Population
La commune a connu une croissance exponentielle et désordonnée à mesure que flambaient les prix des loyers et habitations à Helsinki, puis à Espoo et Vantaa.
Le sud de la commune est un tissu rurbain sans grande cohérence, sans centre défini, ce qui a privé la commune de droits de cité jusqu'à présent (Kirkkonummi constitue un exemple comparable) - bien qu'elle soit 25 fois plus peuplée que Kaskinen, la ville la moins peuplée.
La commune gagne de 700 à 1 000 habitants par an. 3/4 de sa population est concentrée dans 4 gros villages (sur 20 au total), virtuellement intégrés à l'agglomération d'Helsinki: Klaukkala (17 000 habitants), Nurmijärvi-église (environ 8 000), Rajamäki (environ 7 000) et Röykkä (environ 2 000).
Les 3 villages sont alignés dans le sens sud-nord le long de l'autoroute de Tampere (nationale 3, E12), avec chacun leur échangeur.
Nurmijärvi est aussi traversée par la nationale 25.
Depuis 1980, la démographie de Nurmijärvi a évolué comme suit, :
| Année      | 1980   | 1985   | 1990   | 1995   | 2000   | 2005   |
| ---------- | ------ | ------ | ------ | ------ | ------ | ------ |
| population | 22 115 | 24 696 | 28 129 | 30 014 | 33 104 | 37 391 |

| Année      | 2010   | 2015   | 2020   |
| ---------- | ------ | ------ | ------ |
| population | 39 937 | 41 752 | 43 036 |

## Économie
Rajamäki, plus au nord, abrite une distillerie d'Altia, la plus importante de Finlande.

### Principales entreprises
En 2020, les principales sociétés de Nurmijärvi sont:
| Société                | C.A.  |
| ---------------------- | ----- |
| KH-Koneet Oy           | 58 M€ |
| Roal Oy                | 55 M€ |
| Kiitosimeon Oy         | 49 M€ |
| Premix Oy              | 34 M€ |
| Simeon Tank Oy         | 33 M€ |
| Ferrometal Oy          | 31 M€ |
| Betset Group Oy        | 30 M€ |
| KH Tekninen Kauppa Oy  | 24 M€ |
| Kimet Oy               | 24 M€ |
| K-Citymarket Klaukkala | 24 M€ |

### Principaux employeurs
En 2020, les principaux employeurs privés de Nurmijärvi sont :
| Employeur            | Emplois |
| -------------------- | ------- |
| Roal Oy              | 155     |
| Betset Group Oy      | 121     |
| Würth Elektronik Oy  | 101     |
| Ferrometal Oy        | 97      |
| Nurmijärven Linja Oy | 95      |
| Premix Oy            | 88      |
| Rapiditaxi Oy        | 65      |
| KH-Koneet Oy         | 57      |
| Sterkman Mining      | 57      |
| Myway Oy             | 55      |

## Personnalités
Parmi les habitants connus citons:
- Henri Vähäkainu,
- Ellen Jokikunnas,
- Antti Kalliomäki,
- Dome Karukoski,
- Aleksis Kivi,
- Turkka Mastomäki,
- Teemu Rautiainen,
- Berndt Sarlin,
- Sari Siikander,
- Antti Teivainen,
- Timo Tolkki,
- Janne Keränen,
- Jone Nikula,
- Ville Peltonen,
- Jussi Niinistö,
- Panu Aaltio,
- Antti Jokinen,

## Politique et administration
La municipalité de Nurmijärvi appartient à la circonscription électorale d'Uusimaa. Le conseil municipal de Nurmijärvi compte 51 membres.
| Attribution des sièges et activité de vote aux élections municipales |        |        |           |        |        |        |        |        |                       |
| Élection | Sièges | Sièges | Sièges    | Sièges | Sièges | Sièges | Sièges | Sièges | Taux de participation |
| Élection | SDP    | Kok.   | SKDL Vas. | Kesk.  | SKL KD | SMP PS | Vihr.  | Autres | Taux de participation |
| 1976 | 13     |        | 8         |        |        |        |        | 22     | 80,2 %                |
| 1980 | 13     | 12     | 7         | 7      | 2      | --     |        | 2a     | 79,2 %                |
| 1984 | 11     | 12     | 3         | 9      | 1      | 1      | 4      | 2b     | 73,4 %                |
| 1988 | 12     | 14     | 3         | 9      | 1      | 1      | 3      | --     | 69,8 %                |
| 1992 | 13     | 12     | 4         | 7      | 2      | --     | 5      | --     | 70,2 %                |
| 1996 | 14     | 14     | 4         | 11     | 2      | --     | 6      | --     | 59,5 %                |
| 2000 | 12     | 14     | 3         | 16     | 2      | --     | 4      | --     | 53,3 %                |
| 2004 | 12     | 14     | 3         | 17     | 2      | --     | 3      | --     | 58,8 %                |
| 2008 | 10     | 16     | 2         | 16     | 1      | 3      | 3      | --     | 61,1 %                |
| 2012 | 9      | 14     | 1         | 12     | 1      | 8      | 5      | 1c     | 59,1 %                |
| 2017 | 9      | 15     | 2         | 11     | 1      | 6      | 7      | --     | 59,6 %                |
| 2021 | 7      | 14     | 1         | 12     | 1      | 11     | 5      | --     | 54,3 %                |
| aLiberaalinen kansanpuolue bListe commune du groupe responsable des non-alignés (1), Parti communiste et liste commune des salariés (1) c Suomen ruotsalainen kansanpuolue |        |        |           |        |        |        |        |        |                       |
| Lähteet: Tilastokeskus, Oikeusministeriö, |        |        |           |        |        |        |        |        |                       |

## Galerie

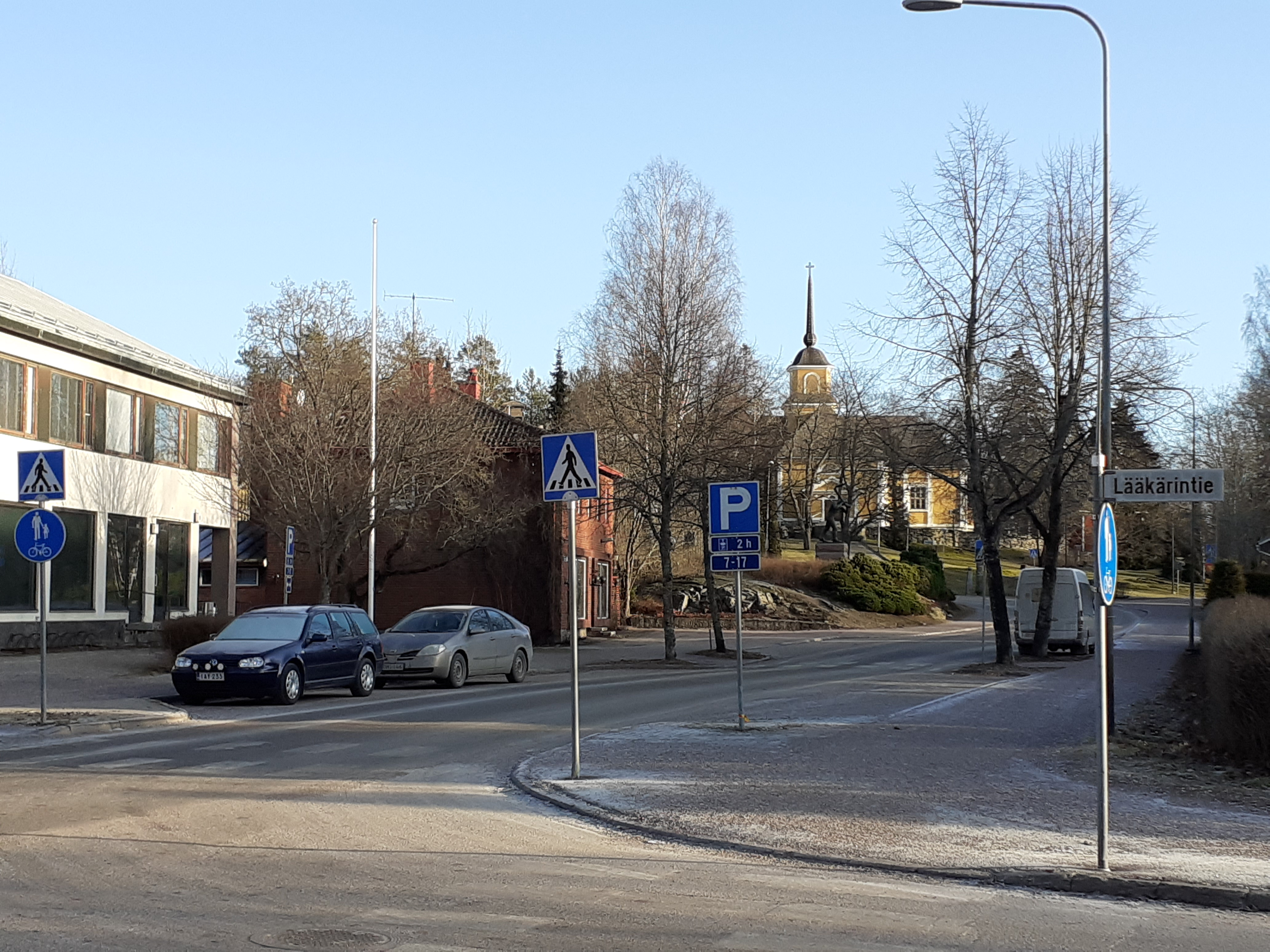
Le centre de Nurmijärvi.
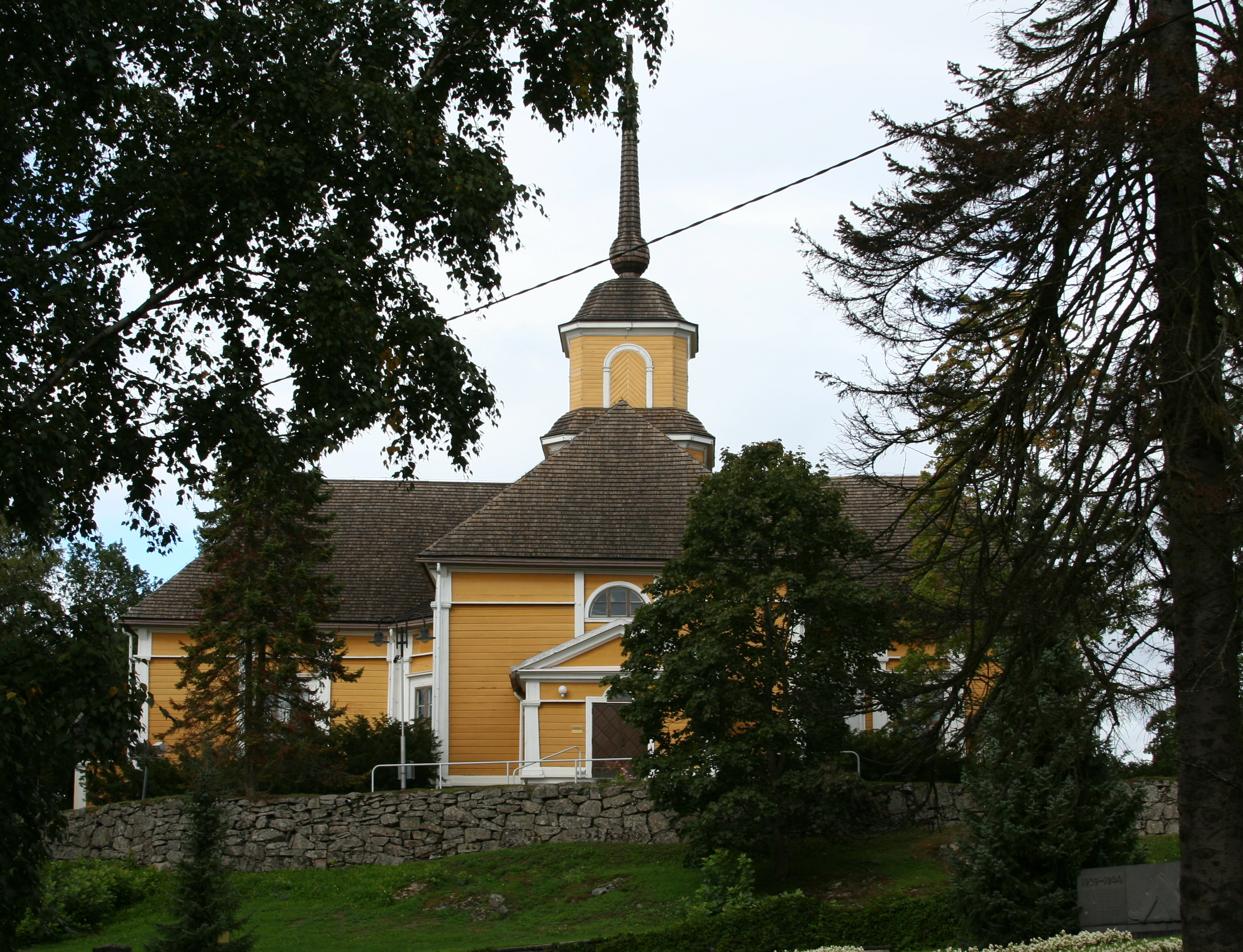
L'église de Nurmijärvi.
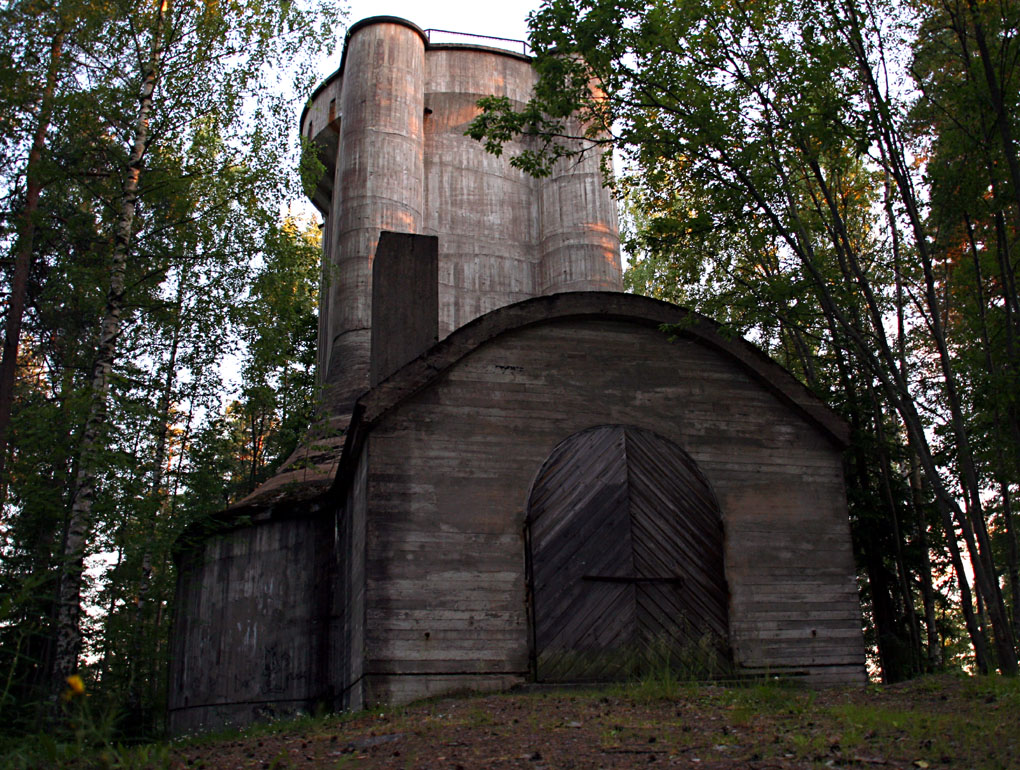
Tour antiaérienne de Rajamäki.
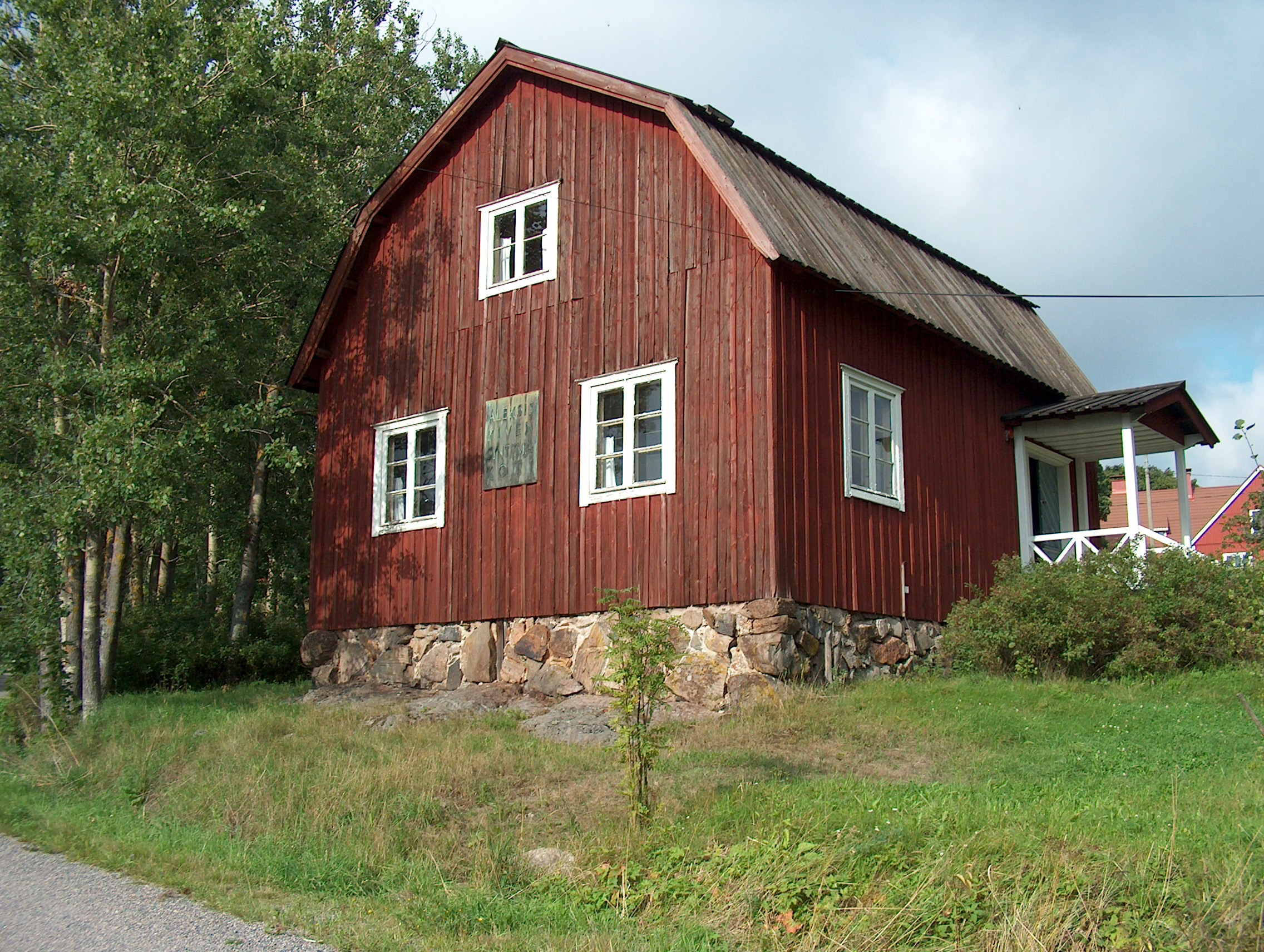
La maison natale d'Aleksis Kivi.
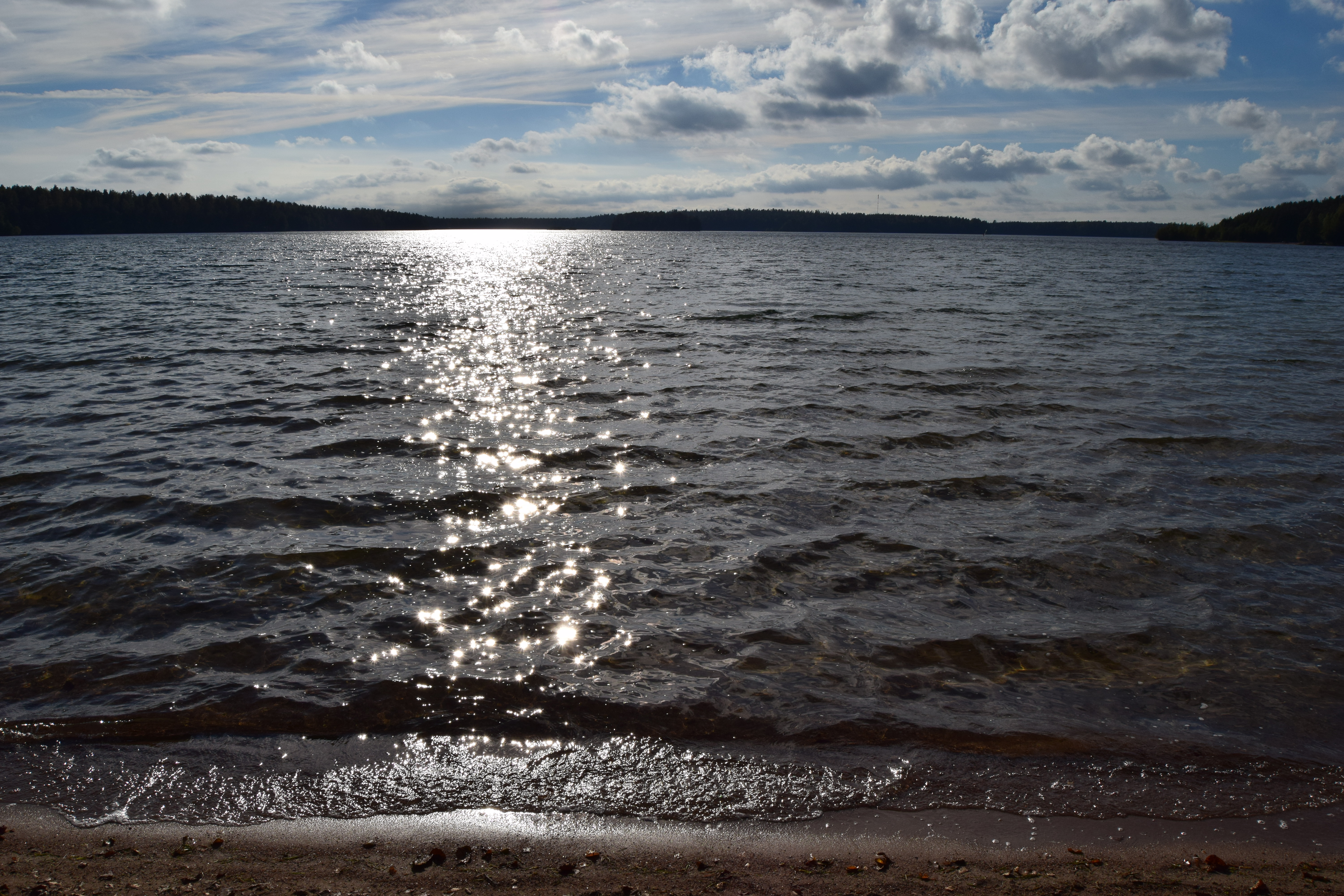
Lac Sääksjärvi.
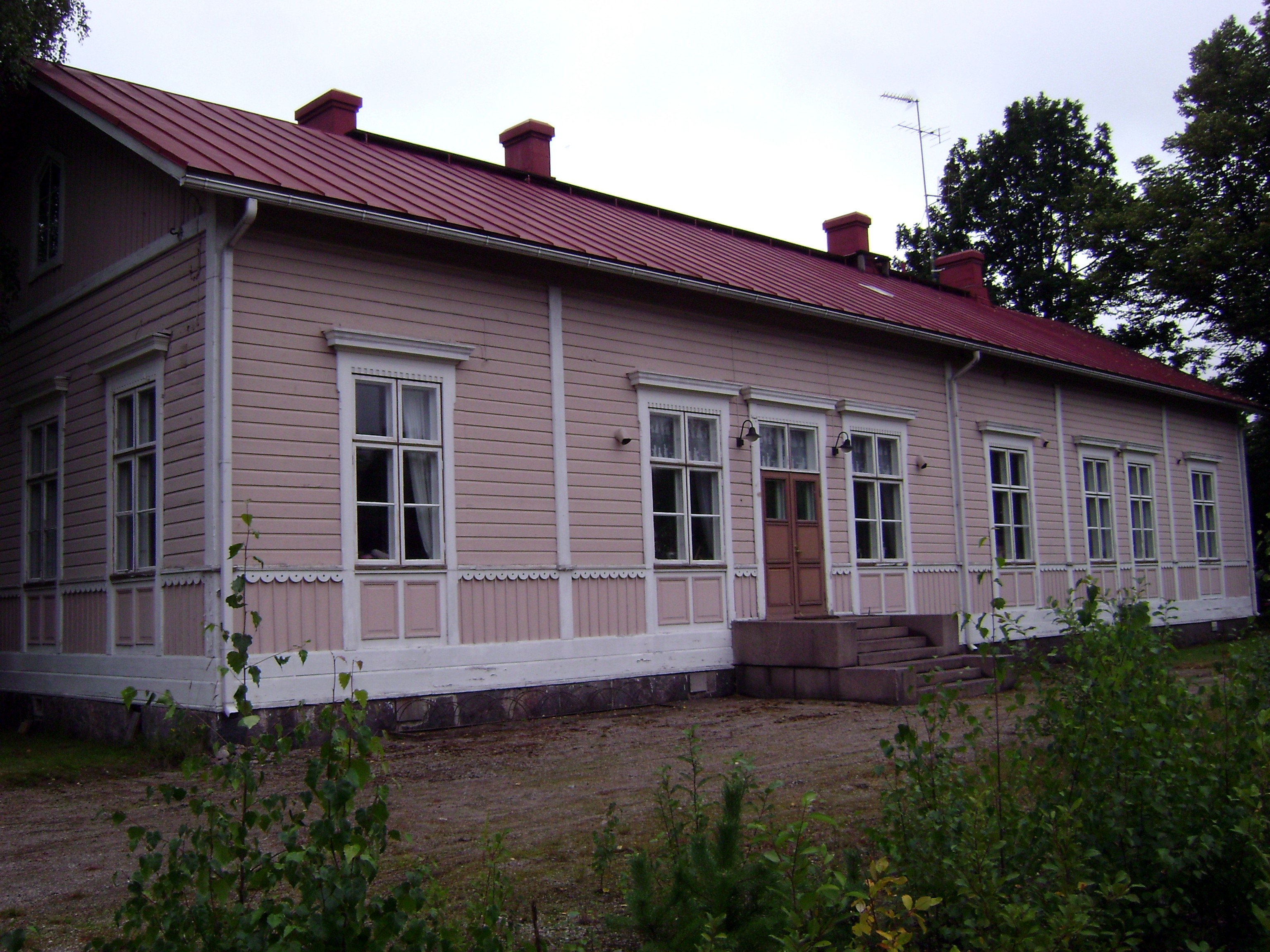
Gare de Nurmijärvi.
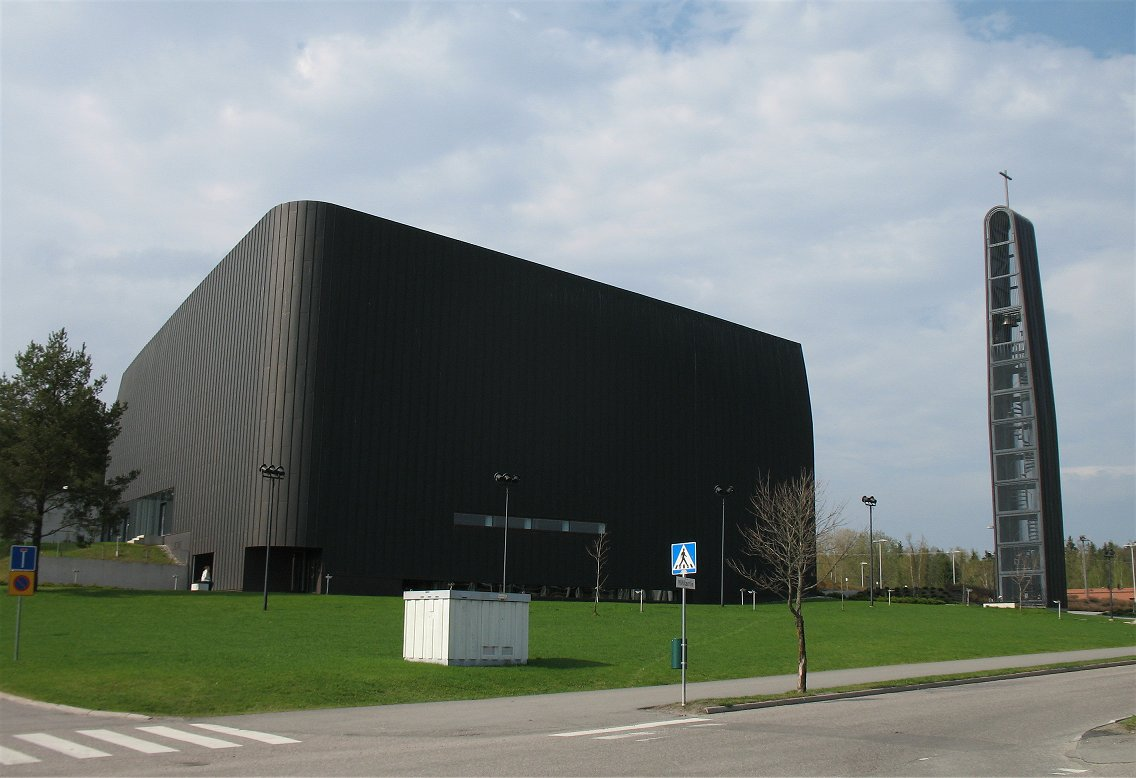
L'église de Klaukkala.
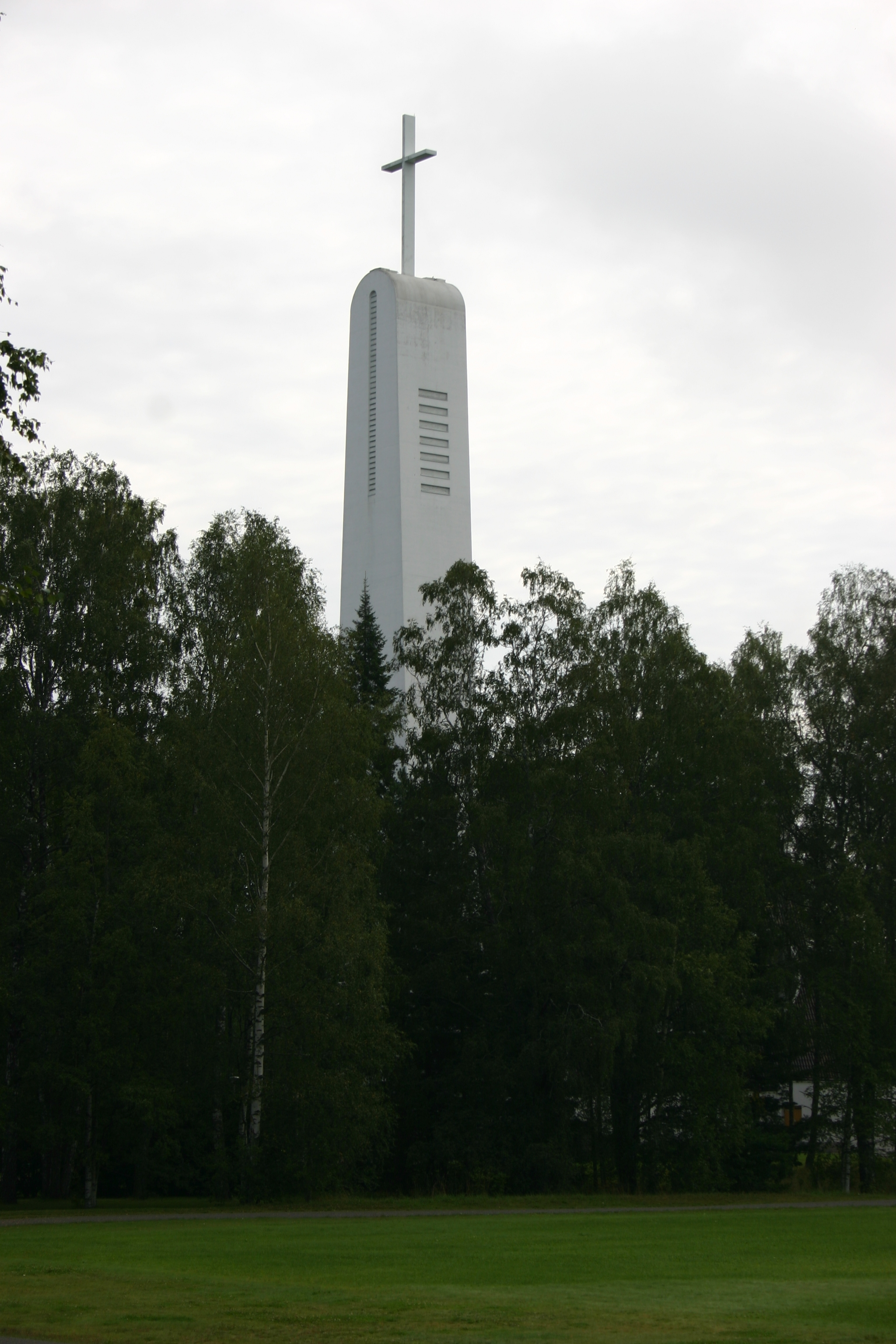
L'église de Rajamäki.
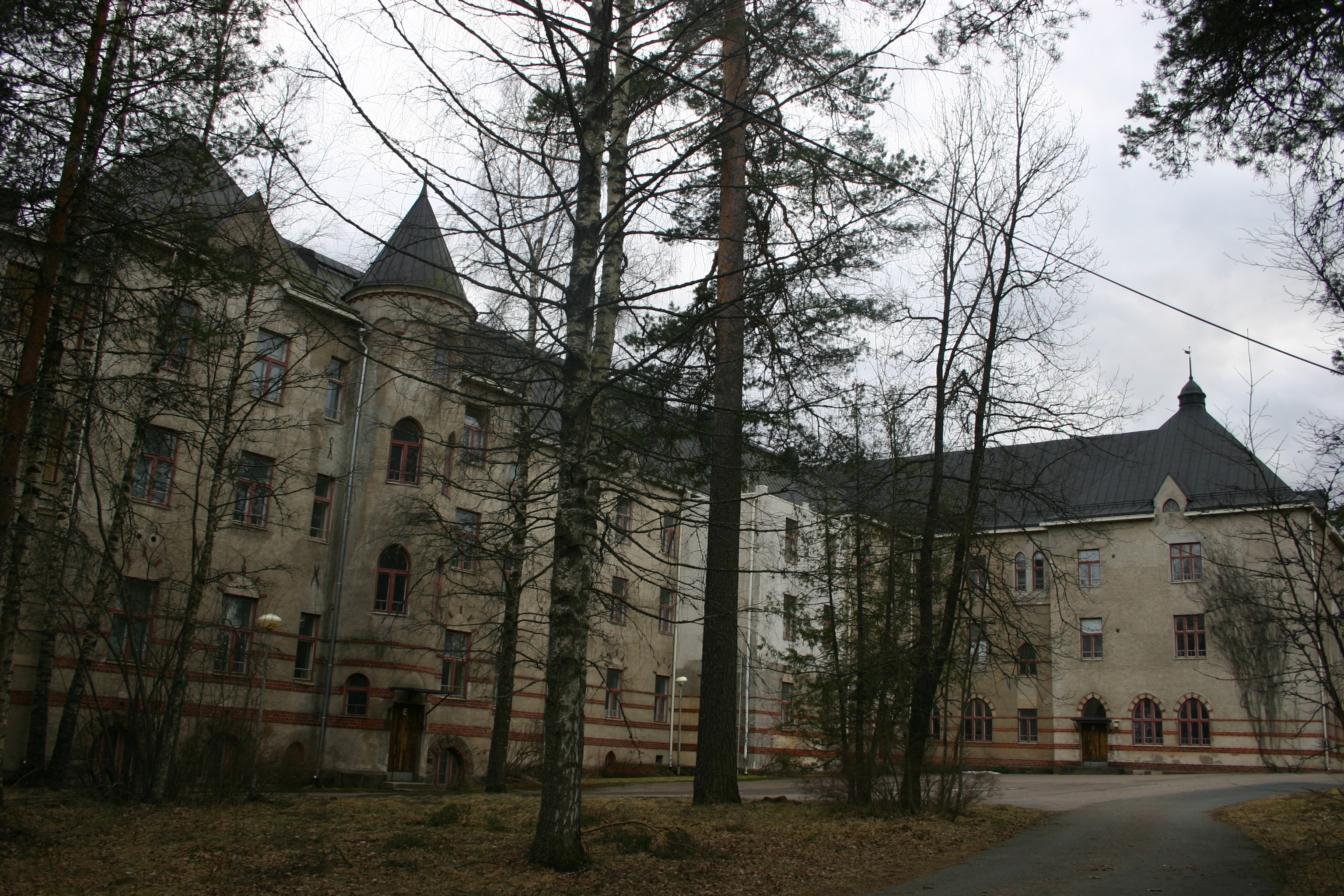
L'hôpital de Röykkä.